# 917 Lyka
917 Lyka
917 Lyka là một tiểu hành tinh bay quanh Mặt Trời.